# رود کوردژیپس
رود کوردژیپس (انگلیسی: Kurdzhips) یک رودخانه در سرزمین کراسنودار کشور روسیه است.